# Cantón de Le Moule-1
El cantón de Le Moule-1 era una división administrativa francesa que estaba situada en el departamento de Guadalupe y la región de Guadalupe.

## Composición
El cantón estaba formado por una fracción de la comuna que le daba su nombre:
- Le Moule (fracción)

## Supresión del cantón de Le Moule-1
En aplicación del Decreto n.º 2014-235 de 24 de febrero de 2014, el cantón de Le Moule-1 fue suprimido el 22 de marzo de 2015 y su fracción de comuna pasó a formar parte del nuevo cantón de Le Moule.